# Kurgaszki
Kurgaszki (ros. Кургашки) – chutor w Rosji, w obwodzie biełgorodzkim, w rejonie wałujskim. W 2010 liczył 104 mieszkańców.